# Kankalaba
Kankalaba ist sowohl eine Gemeinde (französisch commune rurale) als auch ein dasselbe Gebiet umfassendes Departement im westafrikanischen Staat Burkina Faso, in der Region Cascades und der Provinz Léraba. Die Gemeinde hatte im Jahr 2006 in sechs Dörfern 9765 Einwohner.